# Pálosvörösmart
Pálosvörösmart là một thị trấn thuộc hạt Heves, Hungary. Thị trấn này có diện tích 5,84 km², dân số năm 2010 là 671 người, mật độ 115 người/km².